# Swartzia duckei
Swartzia duckei är en ärtväxtart som beskrevs av Huber. Swartzia duckei ingår i släktet Swartzia och familjen ärtväxter. Inga underarter finns listade i Catalogue of Life.